# Mohamed Khalil
Mohamed Khalil (arabe : محمد خليل), né en 1952, est un cheikh de la mosquée Zitouna, spécialiste en études islamiques et homme politique tunisien.

## Biographie
Il possède une maîtrise de droit obtenue à la faculté de droit de Tunis, un diplôme d'études approfondies en sciences islamiques et un doctorat en langue et littératures arabes.
En 1977, il devient attaché au bureau du mufti de la République, puis travaille au ministère de la Famille et de la Femme à partir de 1984. Par la suite, il devient attaché au sein du Parlement.
Il a également été professeur d'arabe dans l'enseignement secondaire, puis à l'Institut supérieur des sciences appliquées et de technologie de Tunis. Il a aussi produit et présenté des émissions religieuses sur des chaînes publiques.
Le 6 janvier 2016, il est nommé au poste de ministre des Affaires religieuses dans le gouvernement de Habib Essid. Il est assermenté le 12 janvier.